# Ri Hyok-chol (Eishockeyspieler)
Ri Hyok-chol (* 6. Juli 1992) ist ein nordkoreanischer Eishockeyspieler.

## Karriere
Ri Hyok-chol vertrat Nordkorea im Juniorenbereich bei der U20-Weltmeisterschaft 2010 in der Division III.
Er debütierte als 22-Jähriger bei der Weltmeisterschaft 2015 in der Division III für die nordkoreanische Nationalmannschaft. Dabei gelang ihm mit seinem Team durch einen 4:3-Erfolg nach Verlängerung im entscheidenden Spiel gegen Gastgeber Türkei der Aufstieg in die Division II.
Auf Vereinsebene spielt Ri für Taesongsan in der nordkoreanischen Eishockeyliga.

## Erfolge und Auszeichnungen
- 2015 Aufstieg in die Division II, Gruppe B, bei der Weltmeisterschaft der Division III